# Kim Weston (cantante)
Kim Weston, nata Agatha Nathalia Weston (Detroit, 20 dicembre 1939), è una cantante statunitense.
Pubblicò i suoi maggiori successi negli anni sessanta, tra i quali spiccano Take Me in Your Arms (Rock Me a Little While) (1965) e It Takes Two (1967), un duetto con Marvin Gaye.

## Biografia

### Primi anni di vita
Nata a Detroit nel 1939, Weston ebbe le sue prime esperienze musicali all'età di tre anni, quando cantava per il coro di una chiesa. Durante l'adolescenza, si unì a un gruppo gospel che prendeva il nome di Wright Specials.

### Successo
Dopo essere stata scritturata dall'etichetta Motown nel 1961, Weston pubblicò per essa Love Me All the Way (1963). La traccia, che originariamente occupava il lato B del singolo It Should Have Been Me, entrò nelle zone basse delle classifiche. Esiti commerciali analoghi toccarono a What Good Am I Without You (1964), una collaborazione con Marvin Gaye. Take Me in Your Arms (Rock Me a Little While) (1965) fu uno dei suoi più grandi successi: oltre a raggiungere la posizione numero 4 della classifica R&B, venne reinterpretata da The Isley Brothers, Blood, Sweat & Tears, Jermaine Jackson, The Doobie Brothers e Phil Collins. Dopo aver inciso Helpless (1966), piazzatasi alla posizione numero 13 della classifica R&B, Weston collaborò con Marvin Gaye in It Takes Two (1967), che riuscì a replicare il successo di Take Me in Your Arms (Rock Me a Little While) piazzandosi ancora una volta alla quarta posizione della graduatoria R&B.
Dopo aver abbandonato la Motown nel 1967, Weston si trasferì a Los Angeles, dove venne scritturata dalla nella MGM. In questo periodo pubblicò anche i suoi primi album in studio: Take Two (1966), inciso assieme a Gaye, e For the First Time (1967).
Nel 1970 Weston incise per la Stax una sua interpretazione dell'inno Lift Every Voice and Sing. La traccia si può sentire nel documentario Wattstax (1973), diretto da Mel Stuart. Weston compare in un episodio del Bill Cosby Show trasmesso nel 1971.

## Discografia

### Album in studio
- 1966 – Take Two (con Marvin Gaye)
- 1967 – For the First Time
- 1968 – This Is America
- 1969 – Johnny Nash & Kim Weston (con Johnny Nash)
- 1970 – Big Brass Four Poster
- 1970 – Kim Kim Kim
- 1990 – Investigate

### Singoli
- 1963 – Love Me All the Way
- 1964 – What Good Am I Without You (con Marvin Gaye)
- 1965 – Take Me in Your Arms (Rock Me a Little While)
- 1966 – Helpless
- 1967 – It Takes Two' (con Marvin Gaye)
- 1967 – I Got What You Need
- 1968 – Nobody
- 1969 – We Try Harder (con Johnny Nash)
- 1970 – Danger, Heartbreak Ahead
- 1970 – Lift Ev'ry Voice and Sing